# Hemidoras
Hemidoras es un género de peces actinopeterigios de agua dulce, distribuidos por ríos y lagos de América del Sur.

## Especies
Existen solamente dos especies reconocidas en este género:
- Hemidoras morrisi Eigenmann, 1925
- Hemidoras stenopeltis (Kner, 1855)